# Élisabeth de Riquet de Caraman-Chimay
Marie-Joséphine-Anatole-Louise-Élisabeth de Riquet, comtessa Caraman-Chimay, comtessa Greffulhe (París, 11 de juliol de 1860 – Ginebra, 21 d'agost de 1952), fou una aristòcrata francesa. Mecenes tant de la ciència com de les arts, va servir de model a Marcel Proust per al personatge de la duquessa de Guermantes a A la recerca del temps perdut.

## Biografia
Elisabeth era la filla de Joseph de Riquet de Caraman (1836-1892), 18è príncep de Chimay, i de Marie de Montesquiou-Fezensac (1834-1884). Élisabeth de Riquet de Caraman-Chimay és fruit a la vegada de la noblesa belga i de l'aristocràcia francesa.
Els Caraman-Chimay eren una família de melòmans. La seva mare tocava el piano. Va ser l'alumna de Franz Liszt que dedicà a la jove parella una missa, en record d'un concert donat a casa d'ells, on la princesa Marie era al piano i el príncep Joseph al violí.
Tots els seus fills practicaven un instrument i Élisabeth es va perfeccionar en el piano. Es va casar a l'edat de 18 anys al 6è districte de París, el 24 de setembre de 1878 amb el comte Henry Greffulhe, hereu únic d'un imperi financer i immobiliari. El casament religiós fou celebrat l'endemà a l'església Saint-Germain-des-Prés.
D'aquesta unió va néixer una filla única, Hélène-Josèphe-Marie-Charlotte (coneguda com a Élaine), el 19 de març de 1882 al 8è districte de París, que es casà a París el 12 de novembre de 1904 amb Armand de Gramont, llavors duc de Guiche i amic de Proust.
Rebia regularment alguns «cercleux» que hom trobava també a casa la comtessa de Chevigné (un altre model de la duquessa de Guermantes) o a casa Lady Standish, com el comte Costa de Beauregard, el marques del Lau, el comte Louis de Turenne, el comte Louis de Breteuil (aquests dos últims van ser els models de Babal de Bréauté a la novel·la de Proust). Convidava també Charles Haas, model de Swann, que a l'època en què Proust el va conèixer era ja molt gran, i el general de Galliffet, model del vanitós general de Froberville.
Obria cada any a l'estiu la seva vila La Case a Dieppe a la seva família i el setembre al seu cosí Robert de Montesquiou i als seus amics que el comte Greffulhe no apreciava gaire i qui els anomenava amb menyspreu «les Japonais», és a dir els estetes. L'unia amb el seu cosí una sincera afecció i li va dir: «Només he estat compresa per vos i pel sol». Montesquiou comentà: «Em feu feliç que em posés en primer lloc!».
En política, tot i que era d'opinió monàrquica i culpava el seu marit d'haver esdevingut un «rallié», va continuar essent propera a certs republicans. Va estar particularment vinculada amb Théophile Delcassé, Pierre Waldeck-Rousseau, i el general de Galliffet. Sens dubte sota la influència dels dos últims, va prendre partit pel capità Dreyfus i va ser acusada per la premsa de dretes d'haver intervingut en el seu favor davant de Guillem II d'Alemanya l'any 1899. Rebia polítics com Jules Roche i d'altres, amb qui es trobava també a casa de Mme Arman de Caillavet (model de Mme Verdurin), amant d'Anatole France i mare del dramaturg Gaston Arman de Caillavet.
Al final de la seva vida la comtessa Greffulhe va seguir els consells del seu metge, el doctor Krafft, i va marxar cap a Suïssa: «...Vous aurez quelque chose en Suisse qui vous fera beaucoup de bien pour votre santé...», li va dir. Fou a la vora del llac Léman a Ginebra, que va morir el 21 d'agost de 1952, a l'edat de 92 anys.

## La comtessa Greffulhe i les arts

### Pintura
Fou immortalitzada per nombrosos retrats i fotografies, mencionats per molts memorialistes. Va prendre lliçons de dibuix, i de fotografia amb Nadar. Per intermediació del seu cosí Robert de Montesquiou, va conèixer Gustave Moreau del qual posseïa diversos quadres, i Antonio de la Gandara a qui admirava i a qui trobava a les recepcions de Mme Lemaire, un dels models de Madame Verdurin d'A la recerca del temps perdut.
Ella mateixa fou una pintora de talent, que utilitzava pseudònims per voluntat de confidencialitat: es pot veure el seu autoretrat i el de l'abat Mugnier al Musée Carnavalet a París.
Quan ella va oferir el famós sopar l'any 1910 en l'honor dels sobirans britànics, el rei Eduard VII i la reina Alexandra, no va convidar més que el marquès de Breteuil i el pintor Édouard Detaille que el rei considerava com un artista d'excel·lència. La comtessa preferia, pel que fa a ella, pintures més delicades que les seves escenes guerreres acadèmiques.

### Música
Tocava el piano i va aprendre la guitarra, organitzà concerts de música de cambra i fins i tot representacions líriques, com les de Béatrice et Bénédict de Hector Berlioz al théâtre de l'Odéon l'any 1890 i la primera representació parisenca del Tristany i Isolda de Richard Wagner l'octubre de 1899. Va trobar-se amb Franz Liszt amb motiu del seu últim viatge a París l'any 1886 i, sempre gràcies a Montesquiou, va conèixer Gabriel Fauré qui, l'any següent, li dedicà la seva cèlebre Pavane op. 50 que ell compongué com un retrat musical de la comtessa. Va fundar, l'any 1890, la Societat de les grans audicions musicals i va afavorir amb la princesa Edmond de Polignac, l'anada a París dels Ballets Russos. Entre els Russos de París, va rebre entra altres el gran-duc Pau de Rússia.

### Literatura

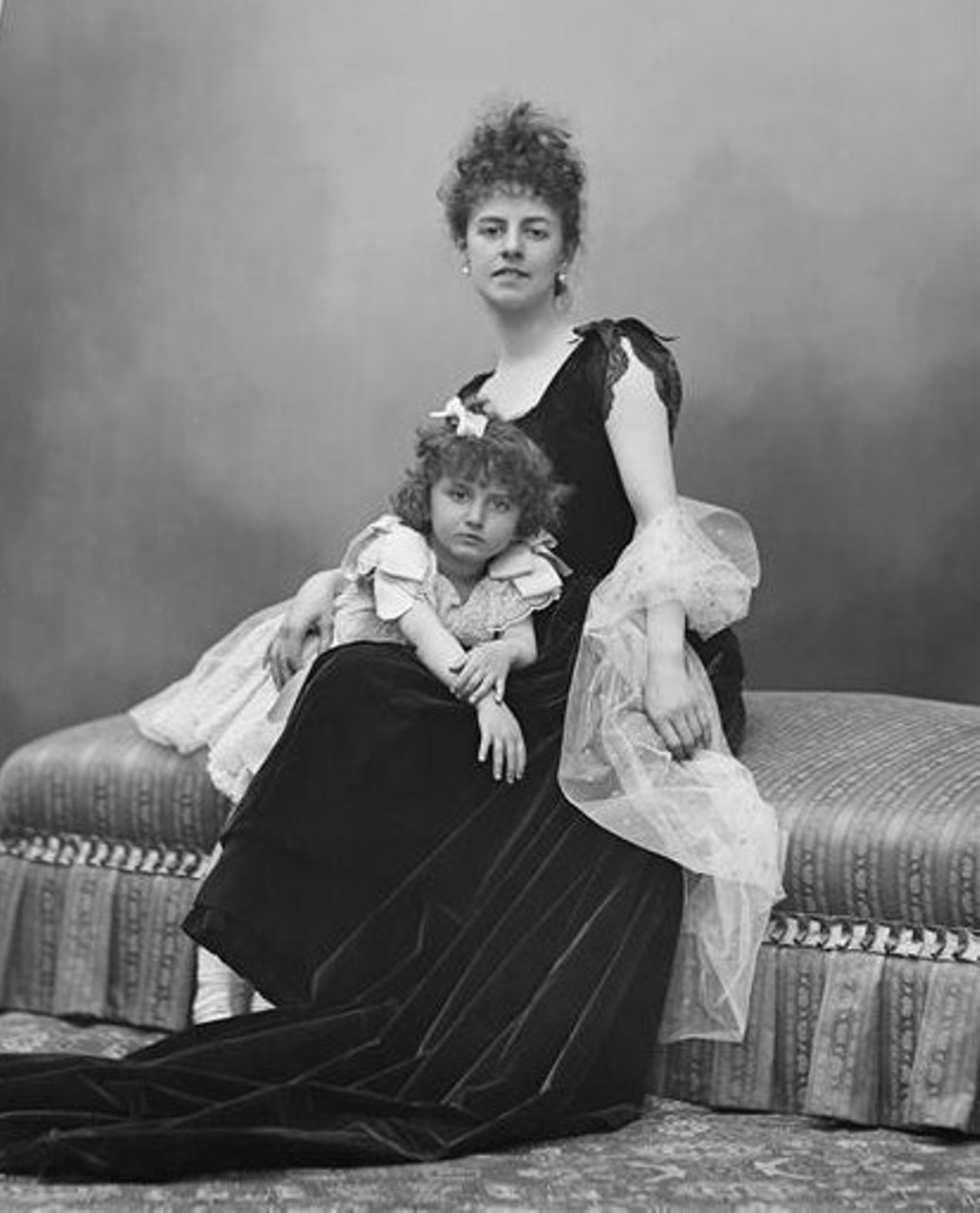
La comtessa amb la seva filla Élaine, per Paul Nadar (París, 16 d'agost de 1886), col·lecció de la Reunió dels museus nacionals.

També gràcies a Montesquiou, es va relacionar amb Edmond de Goncourt, José María de Heredia, Stéphane Mallarmé i Judith Gautier. La comtessa Greffulhe rebia a casa seva els membres del Tout-Paris literari, com Anatole France, i va fer de l'abat Mugnier un amic íntim.
Marcel Proust la va veure en un ball a casa la princesa de Wagram, de soltera Berthe de Rothschild, el 27 de juny de 1892. Va quedar de seguida fascinat i en va fer el principal model del personatge de la duquessa de Guermantes. Fou a casa de Robert de Montesquiou, amb motiu d'una recepció donada per a Delafosse, que en feu verdaderament la coneixença. La comtessa tenia llavors trenta-quatre anys i era en la màxima esplendor de la seva bellesa. Ella l'acceptà més tard al seu saló, però ho va fer per complaure Robert de Montesquiou, perquè ella no l'apreciava especialment al començament. Tanmateix, una certa amistat s'establí entre ells, per correspondència, després de l'aparició del primer volum de la Recherche. La comtessa va tornar a veure Proust, l'aire malaltís del qual la va frapar, l'any 1909. El va convidar a algunes representacions a la seva llotja a l'òpera. Li va escriure, encara, l'any 1920:
És d'ella que Proust va manllevar el riure cristal·lí de la duquessa de Guermantes:«...Le rire de Mme Greffulhe s'égrène comme le carillon de Bruges», declarà.
En realitat, encara que ho negués a la fi de la seva vida, la comtessa Greffulhe apreciava i cercava la companyia de Proust, a qui va enviar moltes invitacions, que ell en la major part declinava. Pel seu costat, Proust es va inspirar en ella molt més que no va admetre mai, no només per a la duquessa i la princesa de Guermantes, sinó igualment per alguns altres personatges, com Odette de Crécy, a qui va «prestar» la seva elegància proverbial. El seu marit, el comte Greffulhe, és el principal i gairebé únic model del duc de Guermantes. L'anàlisi de les obres de joventut de Proust, així com dels seus quaderns i carnets d'esborranys, mostren que ella va tenir un paper clau en la gènesi de la Recherche, i en particular en l'elaboració del nom «màgic» de Guermantes, alimentat d'ensonyacions de l'autor sobre la seva il·lustre i molt antiga família.
Le Salon de la comtesse Greffulhe, article que Proust adreçà a Le Figaro, que aquest no va publicar mai, ha estat trobat l'any 2014, i editat en una obra dedicada a la comtessa Greffulhe.

### Ciència

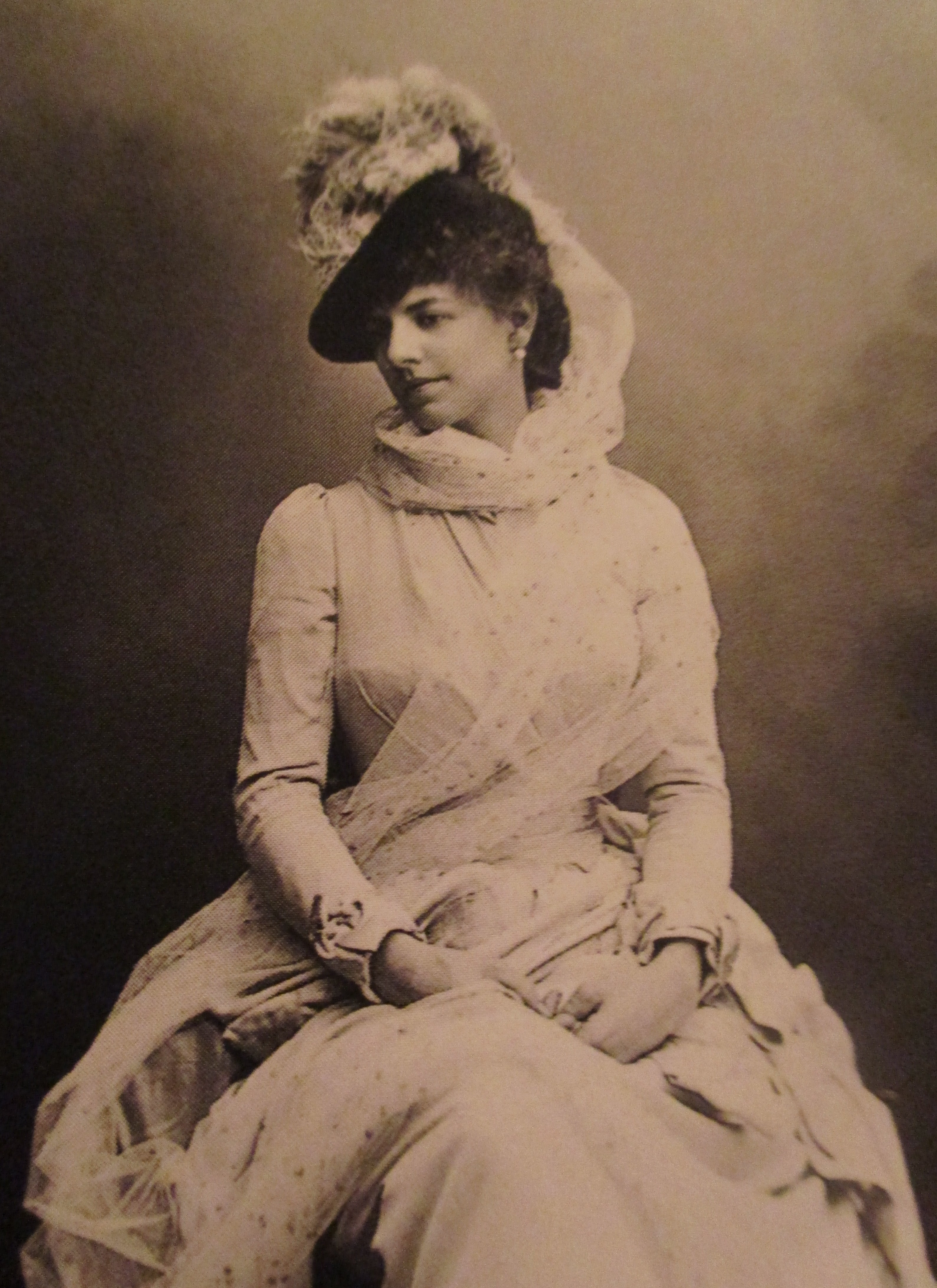
La comtessa Greffulhe l'any 1886, fotografia de Paul Nadar.

Va conèixer Pierre i Marie Curie l'any 1903. Després de la mort de Pierre Curie, va donar suport a Marie Curie enel seu projecte de crear l'Institut del radi, i li va facilitar trobar-ne el finançament.
Va conèixer Édouard Branly l'any 1902 per intermediació d'Albert de Mun. Es va apassionar pels seus treballs, va visitar el seu laboratori i es va fer explicar els experiments en curs. Conscient de les condicions de treball difícils del físic li va aportar ajuda eficaç en diverses ocasions. Per intermediació de la seva germana Ghislaine de Caraman-Chimay, va introduir Édouard Branly a la cort de Bèlgica, on fou elegit membre associat de l'Acadèmia reial l'any 1910.
Va convèncer Maurice Bunau-Varilla, director de Le Matin, d'organitzar una conferència sobre la telemecànica. La demostració pública d'Édouard Branly va tenir lloc el 29 de juny de 1905, a la gran sala del Trocadéro, davant d'ambaixadors, personalitats polítiques i membres de l'Institut.
La comtessa Greffulhe va intervenir igualment davant d'Alexandre Millerand, llavors ministre dels Treballs públics, per a la renovació del lloguer de l'Institut catòlic a la fi de l'any 1909.

## Residències
- Hotel Greffulhe, 8è districte de París després 10 rue d'Astorg a París (París).
- Vila La Case, ruta de Pourville a Dieppe, adquirida l'any 1887, construïda en estil anglo-normand.
- Château de Bois-Boudran a Fontenailles a Sena-i-Marne.